# Technics
Technics és una marca d'equips de so que forma part de l'empresa Panasonic. Es va fundar al Japó l'any 1965. Inicialment es va presentar com una marca altaveus d'alta qualitat, però ràpidament va ampliar la seva gamma amb la comercialització d'una gran varietat de productes com tocadiscs, amplificadors, receptors, reproductors de cintes i reproductors de CDs a part dels altaveus.
Amb més de cinquanta anys d'experiència, Technics ha revolucionat el mercat d'àudio amb el llançament d'una àmplia varietat d'equips d'alta fidelitat hi-fi d'última generació, amb l'objectiu de proporcionar als usuaris experiències musicals úniques.
El concepte Technics comprèn tres elements tècnics principals. La Tecnologia Digital Precisa, que assegura una transmissió de senyal amb característiques de fase precises, a més d'una conversió de potència adequada; la Tecnologia de Senyal sense Soroll, a través de la qual es redueix el soroll al màxim per a treure el major partit a l'equip de so; i la Tecnologia d'Acústica Emotiva, que proporciona una imatge de so clara i un so envolupant amb una bona amplada de banda i un elevat rang dinàmic. Segons la marca tots els productes i activitats de Technics es basen en tres filosofies: la filosofia del so, la filosofia de la tecnologia i la filosofia del disseny.

## Història
L'any 1965 es posa en venda el Technics 1, el primer model incorpora per la marca Technics. Es tractava d'un sistema d'altaveus de dues vies segellat. Malgrat la seva grandària compacta, el sistema aconseguia uns nivells de greus comparables als sistemes d'altaveus de sòl estàndards.
Un any després el Technics 10A va ser el primer preamplificador estèreo de la sèrie Technics. Amb una secció d'amplificació amb circuits NF de dues etapes, l'amplificador aconseguia una menor distorsió i un excel·lent rang dinàmic. Seguidament el Technics 20A va ser el primer amplificador de la marca Technics. Aquest amplificador de gran potència utilitzava vint tubs pentodo 50HB26 i circuits OTL, el que era una cosa excepcional per l'època.
L'any 1968 partint del model 10A, el 30A ho va millorar aconseguint una baixa distorsió sense precedents i una millora de la relació senyal-soroll gràcies a l'ús d'un mètode SEPP exclusiu. A més, el 30A incorporava un disseny de circuits RIAA totalment nou i innovador. Un any després el 50A surt a la venda, es tractava d'un amplificador integrat de transistors creat gràcies a la tecnologia de desenvolupament dels amplificadors de vàlvules de Technics. El seu mètode OCL recentment adoptat es va convertir posteriorment en habitual per als amplificadors de transistors de moltes empreses.

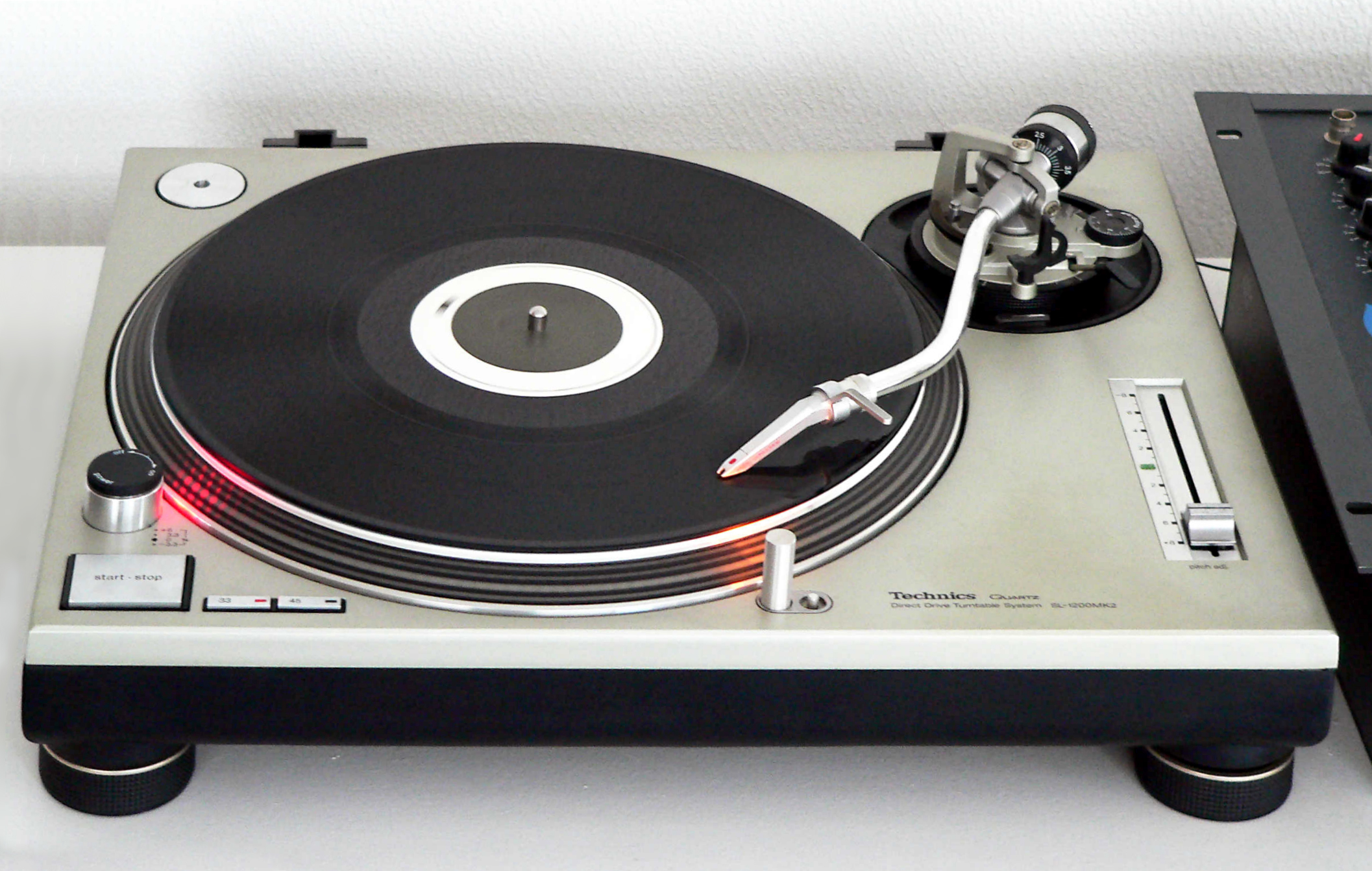
Technics SL-1200

El primer giradiscs de transmissió directa del món va ser el SP-10 de Technics, eliminant la vibració i la irregularitat del gir provocades per l'anterior mètode de transmissió per corretja i es va utilitzar en moltes emissores tot i estar dissenyat com a producte de consum. També va tenir una enorme influència en altres equips d'àudio. A partir d'aquest producte sorgeix l'SL-1200, el primer d'una sèrie de giradiscos de transmissió directa que van gaudir d'un merescut prestigi per la seva estabilitat de gir. La sèrie es va fabricar durant gairebé 40 anys i es va convertir en un element bàsic de la cultura DJ. Pel que fa als tocadiscs, al 1979 es presenta l'SL-10, un giradiscos totalment automatitzat que incorporava la tecnologia de giradiscos de Technics en la mida d'una funda de LP (31,5 cm). El disseny del giradiscs també va ser molt aclamat, i va ser adquirit pel Museum of Modern Art de Nova York.
L'any 1972 sorgeix el SEU-10000 que va ser el màxim exponent dels preamplificadors amb el desenvolupament de la primera amplificació de tres etapes en l'equalitzador, el va seguir l'ES-10000, el primer amplificador del món que va utilitzar una font d'alimentació de voltatge constant i alta capacitat. Els seus vúmetres permetien lectures directes i precises dels valors màxims, i posteriorment es van convertir en estàndards.
La creació del SB-1000 l'any 1973 es va fer popular gràcies a la seva excel·lent relació qualitat preu, va ser el primer sistema d'altaveus de prestatgeria de tres vies venut al Japó. Dos anys més tard, el sistema d'altaveus l'SB-7000 va demostrar la validesa de la teoria de fase lineal exclusiva de Technics, un sistema que va influir posteriorment en molts altaveus fabricats arreu del món.
L'any 1977 Technics amplia el seu catàleg amb l'amplificador l'ES-A1, el preamplificador SU-A2 i un no sistema d'altaveus de tres vies definitiu amb reflector de baixos i fase lineal que utilitzava la tecnologia més avançada de tot el món d'aquell moment, l'SB-10000.
L'any 1982 es presenta el primer reproductor de CD de Technics, l'SL-P10. Un altre dels productes importants ideats i produïts per la marca Technics dels anys vuitanta va ser l'SST-1 d'altaveus de càrrega doble que aconseguia una excel·lent reproducció amb una elevada eficiència i una baixa distorsió. Aquest sistema forma part de la col·lecció permanent de l'Museum of Modern Art de Nova York.
L'any 1995 es presenta l'SB-M10000, un sistema d'altaveus de sòl tipus Kelton basat en una exclusiva tecnologia del silenci. El sistema va aconseguir un camp de so d'alta fidelitat, amb una profunda reproducció de greus i reducció de vibracions a la carcassa.